# Pont-Saint-Mard
Pont-Saint-Mard – miejscowość i gmina we Francji, w regionie Hauts-de-France, w departamencie Aisne.
Według danych na styczeń 2014 roku gminę zamieszkiwało 199 osób, a gęstość zaludnienia wynosiła 29,6 osób/km².